# ERO (artista)
ERO, acronimo di Ever Rocking On, pseudonimo di Dominique Philbert (New York, 30 settembre 1967 – New York, 7 luglio 2011), è stato un artista statunitense.

## Biografia
Attivo a new York come street artist, venne notato fin da giovane per la freschezza dei suoi lavori, che gli valsero nei primi anni ottanta menzioni sulle riviste Newsweek e People.
Sue opere sono conservate in due musei newyorkesi: il Museum of the City of New York e il Bronx Museum of the Arts.